# 涌幢小品
《涌幢小品》，明代文言笔记，三十二卷，朱国祯撰。 

## 内容主旨
《明史》作二十四卷，《千顷堂书目》、《钦定续文献通考》、《四库全书总目》均作三十二卷。朱国祯，乌程（今浙江省湖州市吴兴区）人。万历十七年（1589年）登己丑科同进士，天启年间官至文渊阁大学士、内阁首辅，后因与魏忠贤相忤而去位。此书作于万历三十七年（1609年）到天启元年（1621年），历时十三年。共一千四百五十二条，约四十万字。天启二年（1622年）刊行，有朱氏家刻本。据自叙，作者初將書名命名為《希洪》，有景仰南宋名臣洪邁之意，並欲效仿《容齋隨筆》撰寫此書，後自知其不類，又因朱國禎嘗筑有木亭，名涌幢，而將書名改為現名。

## 評議
此书杂记作者耳闻目睹的掌故、典章制度、人物传记和琐事见闻，都详明可信，间有考证。《四库全书总目·存目》，介绍该书：“是书杂记见闻，亦间有考证。其是非不甚失真，在明季说部之中，犹为质实。”书中内容繁杂，援引古书也有错误。有《笔记小说大观》本、1959年中华书局本等版本。